# Diceratostele
Diceratostele là một chi thực vật có hoa trong họ Orchidaceae.